# Elías Ayuso
Elías Ayuso Carrillo, detto Larry (Bronx, 27 marzo 1977), è un allenatore di pallacanestro ed ex cestista statunitense con cittadinanza portoricana.

## Carriera

### Club
A livello di club ha spesso giocato nel campionato portoricano. Ha avuto anche alcune parentesi in Europa, disputando anche la massima competizione continentale, l'Eurolega, in un paio di annate ai tempi dello Žalgiris e del Cibona. In Italia ha militato solo nella stagione 2001-2002, trascorsa con i colori della Sutor Montegranaro nel campionato di Legadue.

### Nazionale
Con Porto Rico ha disputato i Giochi olimpici di Atene 2004, due edizioni dei Campionati mondiali (2002, 2006) e sette dei Campionati americani (2001, 2003, 2005, 2007, 2009, 2013, 2015).

## Palmarès
- All-PBL First Team (2010)
- Miglior marcatore PBL (2010)